# カルロス・チェスコ

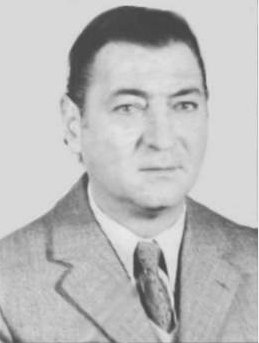

カルロス・チェスコ(Carlos Ulrrico Cesco、?-1987年)は、アルゼンチンの天文学者である。人生の大半をサンフアンで過ごし、多数の小惑星を発見した。
カルロス・ウルリコ・チェスコ天文台は、彼の名前に因んで命名された。
同じ天文学者のレイナルド・チェスコは、彼の兄である。彼らは2人ともラプラタ大学を卒業した。
| シュレシンジャー [1]                                                                     | 1967年5月10日  |
| ドーソン [1]                                                                             | 1967年5月6日   |
| デイフォブス                                                                             | 1971年3月3日   |
| クージョ [2]                                                                             | 1968年1月1日   |
| クレメンス [3]                                                                           | 1971年9月16日  |
| サルミエント [3]                                                                         | 1971年11月11日 |
| チャンドラ                                                                               | 1970年9月24日  |
| ダーウィン [1]                                                                           | 1967年5月6日   |
| シュルト [1]                                                                             | 1967年5月6日   |
| テラダス                                                                                 | 1971年6月17日  |
| ガヴィオラ [1]                                                                           | 1967年5月6日   |
| カリンガスタ [3]                                                                         | 1971年9月27日  |
| ビッテジーニ                                                                             | 1969年6月8日   |
| ティハー [1]                                                                             | 1967年5月6日   |
| ファン・クラリア                                                                         | 1969年4月9日   |
| ブフ                                                                                     | 1967年4月27日  |
| ニコマコス [1]                                                                           | 1967年5月6日   |
| ジラール [1]                                                                             | 1967年5月6日   |
| カルダルダ [3]                                                                           | 1971年9月16日  |
| (30720) 1969 GB                                                                          | 1969年4月9日   |
| 1. 1 アーノルド・クレモラと共同 2. 2 A. G.サムエルと共同 3. 3 ジェームズ・ギブソンと共同 |                |